# Brilliant (Ultravox)
Brilliant  è l'undicesimo e ultimo album del gruppo inglese Ultravox, pubblicato nel maggio 2012.
Si tratta del primo e unico album realizzato dalla reunion line-up originale della band (Midge Ure, Warren Cann, Billy Currie, Chris Cross), nonché ultimo data la scomparsa di Cross nel 2024. In ogni caso Ure già da tempo prima della sua scomparsa aveva dichiarato che un nuovo ritorno della band era improbabile, e che Brilliant era con ogni probabilità l'ultimo lavoro della band.

## Tracce
Testi di Midge Ure, musiche di Billy Currie, Midge Ure e Chris Cross. Tuttavia di seguito sono indicati gli effettivi autori di ogni pezzo.
1. Live – 4:11 (musica: Currie, Cross, Ure, Cann)
2. Flow – 4:24 (musica: Ure, Cross, Currie)
3. Brilliant – 4:22 (musica: Currie, Ure, Cann, Cross)
4. Change – 4:30 (musica: Cross, Ure)
5. Rise – 4:04 (musica: Currie, Ure)
6. Remembering – 3:43 (musica: Currie, Ure, Cross)
7. Hello – 5:40 (musica: Currie, Cann, Cross, Ure)
8. One – 4:43 (musica: Ure, Currie)
9. Fall – 4:07 (musica: Ure, Currie, Cross)
10. Lie – 4:35 (musica: Currie, Ure, Cross)
11. Satellite – 3:58 (musica: Currie, Ure, Cann)
12. Contact – 4:31 (musica: Currie, Cross, Ure)

## Formazione
- Billy Currie - tastiere, violino
- Midge Ure - voce, chitarra, tastiere
- Chris Cross – basso, tastiere
- Warren Cann - batteria